# Ilse Hehn
Ilse Hehn (n. 15 septembrie 1943, Lovrin, Banat) este artistă plastică, fotografă, traducătoare, poetă și scriitoare de limba germană, originară din România.

## Biografie

### Familie, biografie timpurie
Părinții săi au fost Johannes Hehn și Elisabeth, născută Vieve, originară din Alsacia-Lorena.
Școala primară a urmat-o în localitatea Tomnatic, Timiș. A urmat liceul umanist de limbă germană și apoi Secția de Arte Vizuale a Universității din Timișoara, absolvită în 1964. A fost repartizată ca profesoară de artă și de istoria artei la liceul „Axente Sever" din Mediaș, unde a lucrat în perioada 1964-1991.

### În Germania
În 1984, Ilse Hehn-Guzun a rămas văduvă și în 1992 a emigrat în Germania, unde s-a stabilit la Ulm, împreună cu fiul ei, Alex Constantin, și este docent de artă la Școala Catolică de Pedagogie Socială (Katholische Fachschule für Sozialpädagogik).
În perioda 1994-1998 a funcționat ca referent cultural federal pentru șvabii bănățeni (Bundeskulturreferentin der Landsmannschaftder Sathmarer Schwaben).
A fost nevoită să urmeze studii la Universitatea Weingarten, pentru recunoașterea diplomei obținute într-o țară din estul Europei.
A colaborat la publicațiile Neue Literatur, Volk und Kultur, Hermannstädter Zeitung, Karpatenrundschau, Allgemeine Deutsche Zeitung für Rumänien, „Regensburger Hezte", „Das Boot", „Podium" etc.
Este sora istoricului de artă Annemarie Podlipny-Hehn.

## Asociații
Este membră în următoarele asociații:
- P.E.N. Club internațional;
- Uniunea Scriitorilor din România;
- Uniunea Scriitorilor europeni "Die Kogge" din Minden;
- Gilda Artiștilor din Esslingen.

## Scrieri

### Volume de poezie
- So weit der Weg nach Ninive, 1973, Editura Kriterion, București,
- Flußgebet und Gräserspiel, 1976, Editura Facla, Timișoara
- Das Wort ist keine Münze, 1988, Editura Kriterion, București,
- In einer grauen Stadt, 1992, Editura Hestia, Timișoara,
- Die Affen von Nikko, 1993, Editura Hestia, Timișoara,
- Den Glanz abklopfen, 1998, Editura Gerhard Hess, Ulm,
- Im Stein, 2001, Editura Czernik, Hockenheim,
- Lidlos, 2003, Editura Holzer, Weiler im Allgäu

### Cărți pentru copii
- Du machst es besser! , 1978, Editura Ion Creangă, București,
- Ferien – bunter Schmetterling,  1987, Editura Kriterion, București,

### Proză
- Mein Rom. Wortbogen. 2005, Esslinger Reihe,
- In zehn Minuten reisen wir ab..! , Editura Cosmopolitan Art, Timișoara, 2006
- „Randgebiet, Editura „Cosmopolitan Art“ Timișoara, 2010

### Traduceri
- Die Wüste der Satellit-Antennen, 1997, Editura Hestia, Timișoara, (Versuri ale poetului român Constantin Gurău)

### Prezențe în antologii
- Grenzgänge, Regensburger Hefte 2, 1969
- Wortmeldungen, Editura Facla Verlag, Timișoara, 1972
- Hier bin ich geboren, Editura Didactică și Pedagogică, București, 1977
- Das Wort ist eine offene Hand, Editura Kriterion, București, 1977
- Prisma Minden, Editura Gilles & Francke, Duisburg, 1978
- Elegii (în limba română), Timișoara, 1979
- Literatur - Uniunea Scriitorilor din România/Filiala Timișoara, 1982
- Lyrik-Anthologie (în limba română), Editura Facla, Timișoara, 1984
- Lichtkaskaden, Editura Kriterion, București, 1984
- Casa faunului, Editura Hestia, Oradea, 1995
- Andromeda. Ulmer Autoren, Editura Armin Vaas, Ulm, 1996
- ... wovon man ausgeht, Esslingen, 1998
- Umbruchzeit. Neuere deutsche Lyrik, Edition L, 1998
- Und redeten mit Engelzungen, Edition L, 1998
- Lyrik heute, Editura Czernik, 1999
- Das Gedicht, Editura Czernik, 2000
- Schriftsteller aus Temeswar, Editura Marineasa, Timișoara, 2000
- Jahrbuch für das neue Gedicht, Brentano-Gesellschaft t, Frankfurt/M., 2003
- Die Erinnerung bleibt/Donauschwäbische Literatur seit 1945, Editura Hartmann, 2004
- Jahrbuch 2005", Editura Cosmopolitan, Timișoara, 2005
- Literarisches Temeswar/Schriftstellerlexikon (Lexicon de scriitori), Editura Marineasa, Timișoara, 2007
- Banater Kalender, Editura Banater Verlag, München, 2008
- Dulzinea 12, Editura Fulda, 2008
- Alles ist Gleichnis, antologie de lirică, Edition L, 2008

## Distincții
- Premiul pentru poezie Lyrikpreis „Adam Müller Guttenbrunn“, Timișoara, 1988
- Premiul pentru cea mai bună carte pentru copii în limba germană, București, 1988
- Bursa pentru literatură a orașului Salzwedel Literaturstipendium der Stadt Salzwedel, 2001
- Premiul de încurajare pentru poezie Inge Cernik-Förderpreis für Lyrik, Freudenstadt, 2001
- Premiul 1 pentru poezie al Gildei Artiștilor 1. Preis für Lyrik, Künstlergilde, 2003
- Premiul pentru proză al Gildei Artiștilor Prosa-Literaturpreis der Künstlergilde Esslingen, 2004,
- Diploma de onoare a Uniunii Scriitorilor din România / Filiala Timișoara, 2007,
- Premiul pentru literatură  Nikolaus Berwanger, al Uniunii Scriitorilor din România, filiala Timișoara, 2007